# Ілінг (боро)
І́лінг (англ. London Borough of Ealing) — боро на заході Лондона.

## Географія
Боро межує з Герроу на півночі, Брентом на північному сході, Гаммерсмітом і Фулемом (Фулгемом) на сході, Гаунслоу на півдні, Гіллінгдоном на заході та північному заході.

## Райони
- Ектон
- Бедфорд Парк
- Грінфорд
- Генвелл
- Дормерз Веллз
- Єдінг (також входить у Гіллінгдон)
- Західний Ектон
- Західний Ілінг
- Ілінг
- Нортголт
- Норвуд Грін
- Парк Роял (також входить у Брент)
- Перівейл
- Південний Ектон
- Північний Ектон
- Саутголл
- Східний Ектон (також входить у Гаммерсміт і Фулем)

## Міста-побратими
- Беляни, Польща
- Марк-ан-Барель, Франція
- Штайнфурт, Німеччина